# Steubenplatz (Potsdam)
Der Steubenplatz ist ein dreieckiger Platz in Potsdam, der nach dem preußisch-amerikanischen General Friedrich Wilhelm von Steuben benannt ist. Begrenzt wird der Platz von der Schloßstraße im Norden, dem Stadtschloss im Osten, der Ringerkolonnade und dem Marstall im Süden sowie der Friedrich-Ebert-Straße im Westen. In der Mitte des Platzes stand bis 1945 das Steubendenkmal.

## Geschichte

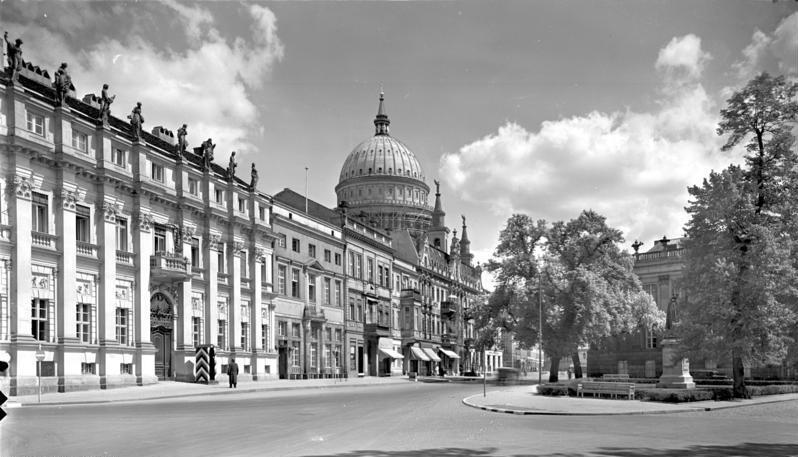
Ansicht des Steubenplatzes, vor 1945. Links: barocker Plögerscher Gasthof (Kommandantur)

Der Platz wurde bis 1911 Fiakerplatz (le fiacre, französisch Mietkutsche) genannt, weil dort die Kutschen für den innerstädtischen Verkehr von und nach dem Stadtschloss und den zahlreichen Gasthöfen der Umgegend warteten. Friedrich der Große ließ den Platz deshalb pflastern und eine Ablaufrinne für die Hinterlassenschaften der wartenden Pferde anlegen. Friedrich Wilhelm III. ließ das Pflaster um 1820 entfernen und einen Schmuckplatz mit Bäumen anlegen. Im Volksmund erhielt er wegen der angrenzenden Kommandantur im ehemaligen Plögerschen Gasthof den Namen Kommandanturgarten.

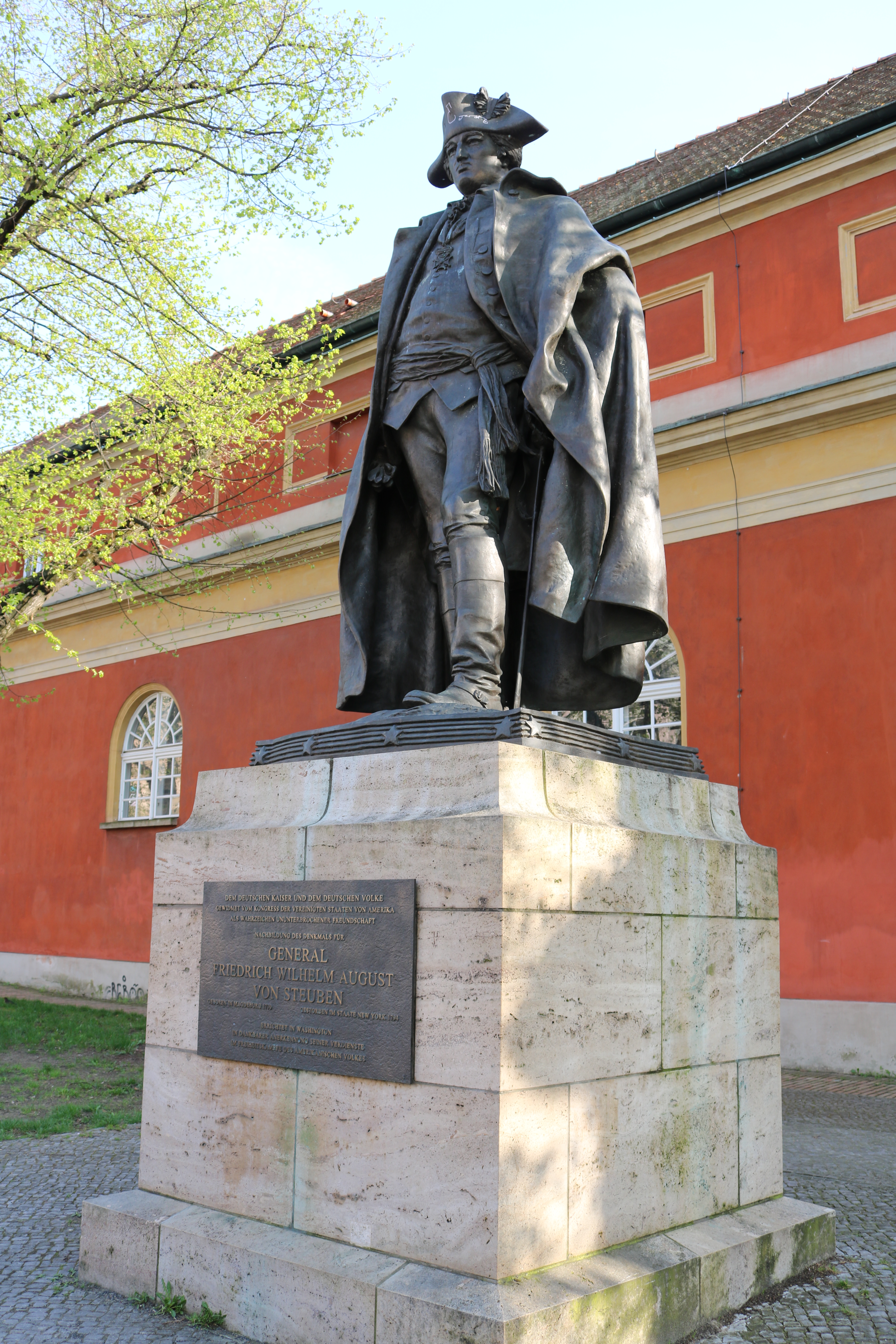
Neues Steubendenkmal, 2018

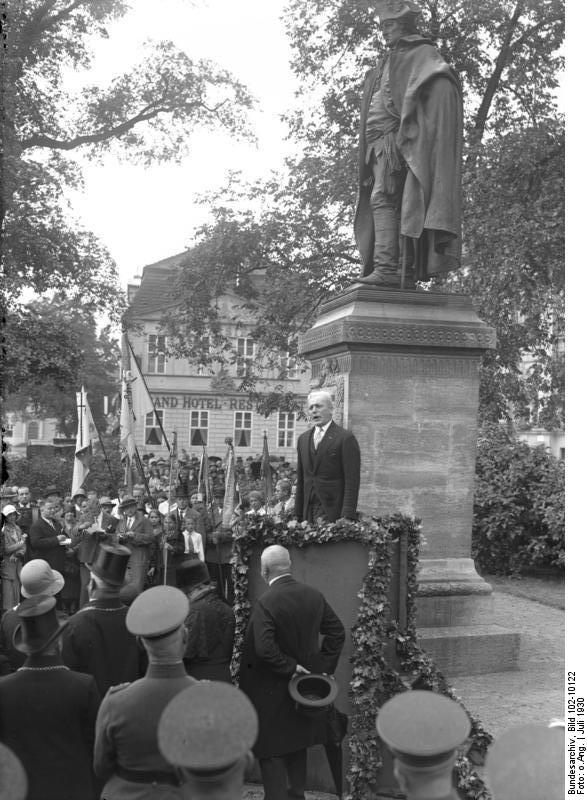
Altes Steubendenkmal, 1930

Der Steubenplatz ging während der SED-Herrschaft bei der Umgestaltung Potsdams zur sozialistischen Stadt in einer großflächigen Straßenkreuzung unter, das kriegsbeschädigte Standbild Steubens wurde 1950 zerstört und die Bronze eingeschmolzen.
Ein Abguss des Steubendenkmals in Berlin-Dahlem, das seinerseits ein Abguss des Washingtoner Denkmals ist, wurde zum 200. Todestag des Generals im Jahre 1994 rund 100 Meter westlich des alten Standortes, in der Schloßstraße aufgestellt.
Nach Fertigstellung der Neubauten am Steubenplatz, darunter des Plögerschen Gasthofs und des Hotels „Zum Einsiedler“, soll das Denkmal in Zukunft aber wieder seinen alten Standort in der Mitte des Platzes einnehmen.

## Galerie

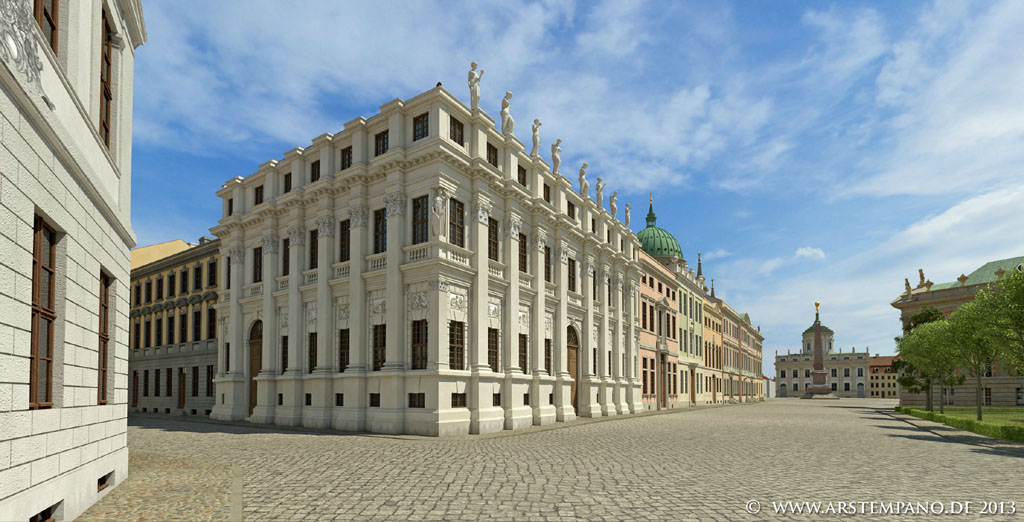
Virtuelle Rekonstruktion Plögerscher Gasthof am Steubenplatz um 1850
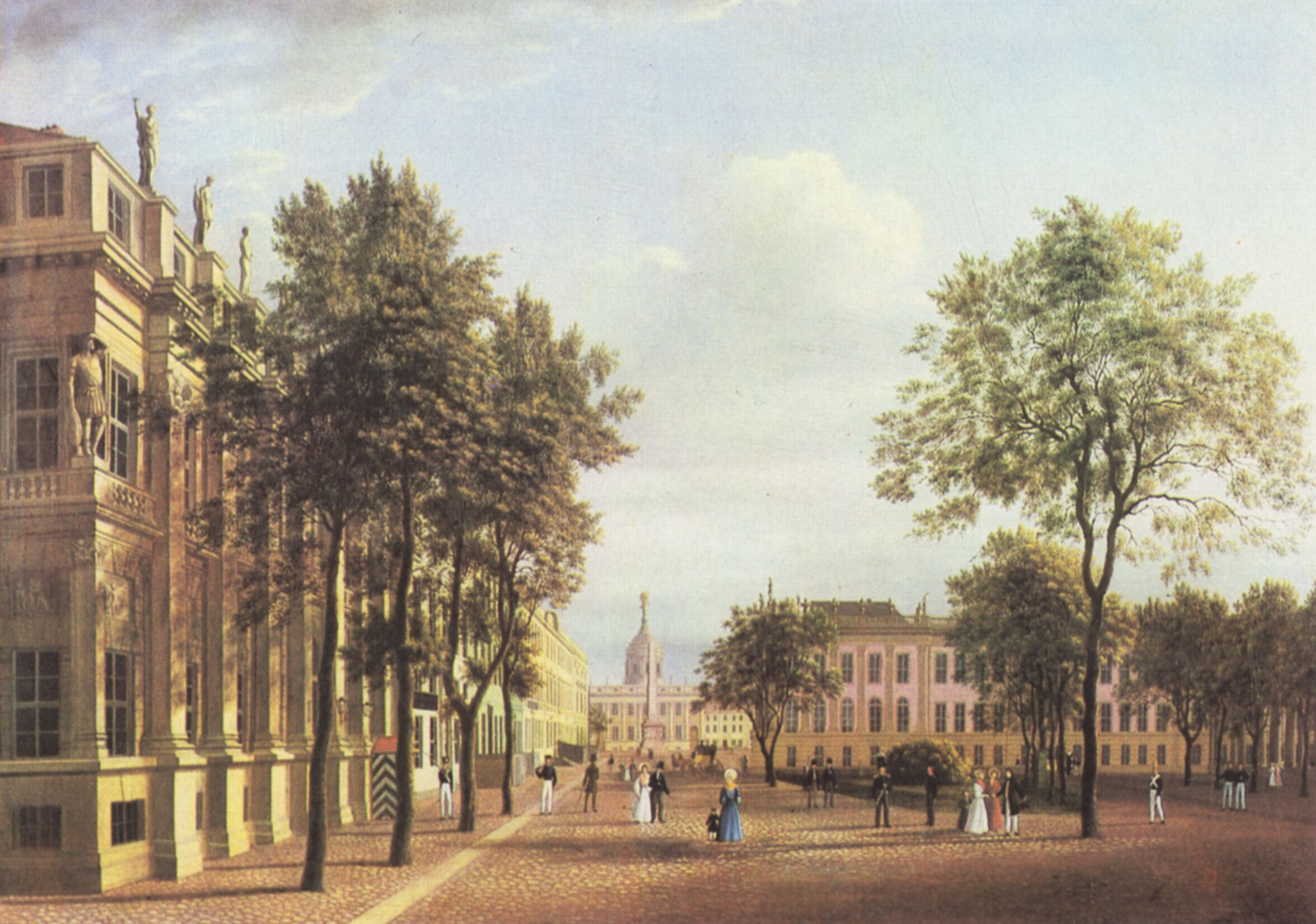
Blick vom Hotel Zum Einsiedler zum Alten Markt mit Obelisk und Altem Rathaus, rechts der Westflügel des Stadtschlosses, davor der 1821 von Peter Joseph Lenné gestaltete ehemalige Fiakerplatz, links das Eckhaus im Vordergrund der als Kommandantur dienende alte Plögersche Gasthof
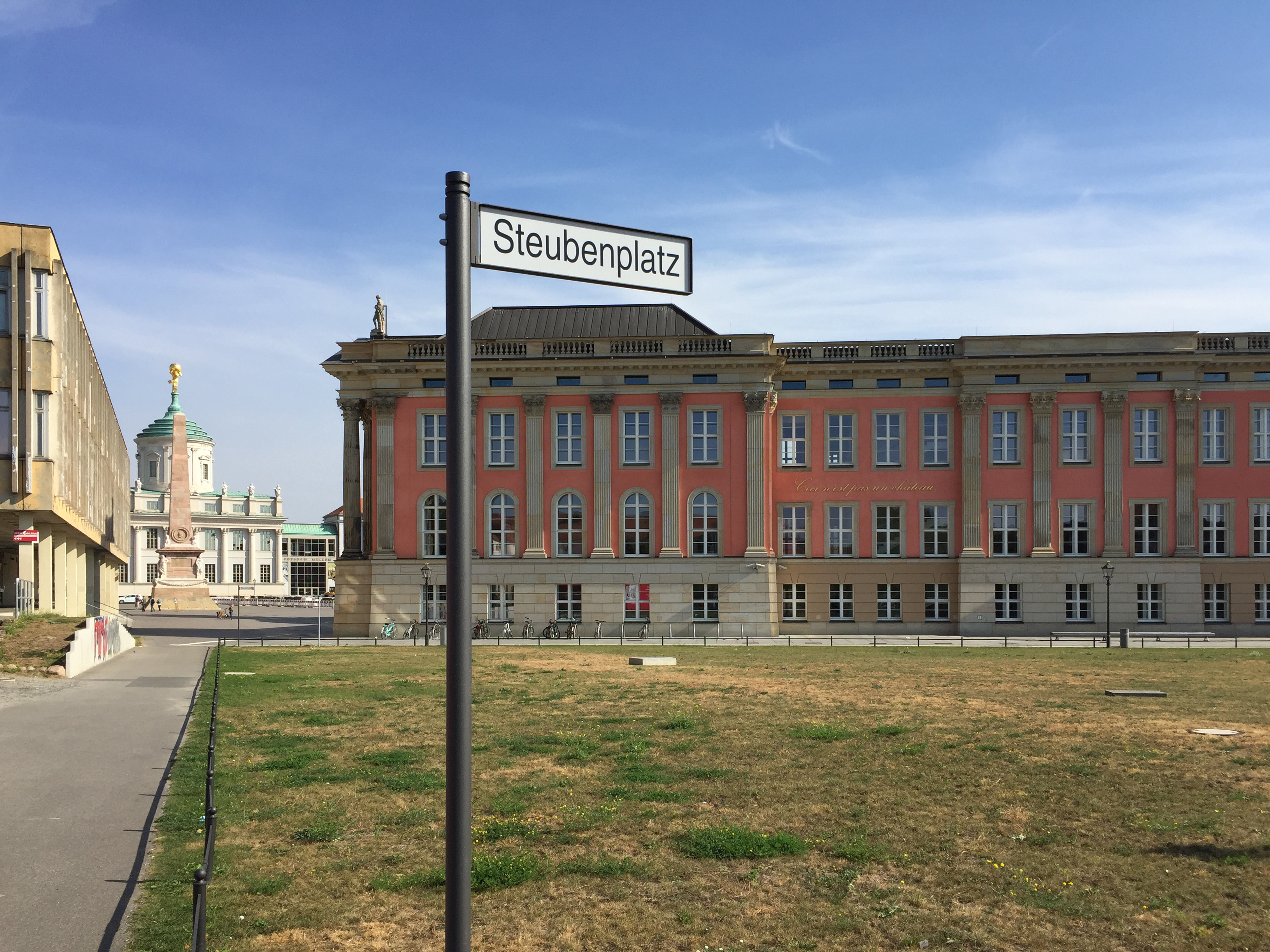
Ungestaltete Rasenfläche am Stadtschloss, 2016